# Siluri

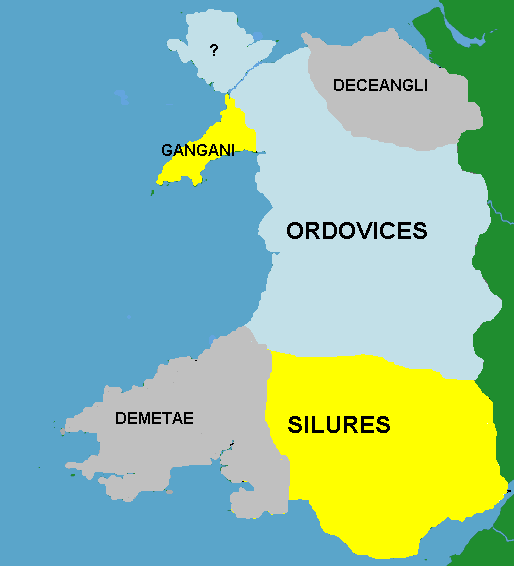
Tribù del Galles all'epoca dell'invasione romana. I loro esatti confini sono ipotetici.

I Siluri (in latino Silures) erano una potente e bellicosa tribù della Britannia, che occupava approssimativamente nel Galles le attuali contee di Monmouthshire, Brecknockshire e Glamorgan. 
Si opposero ferocemente alla conquista romana attorno al 48 d.C. con l'aiuto del leader militare Carataco, principe dei Catuvellauni, scappato dall'est in questi territori. 
Il primo attacco contro le tribù gallesi fu sferrato dal legato Publio Ostorio Scapula attorno al 48. Ostorio anzitutto aggredì i Deceangli nel nord-est, che pare si siano arresi dopo una flebile resistenza. Spese poi molti anni combattendo contro i Siluri e gli Ordovici, guidati da Carataco, che fu sconfitto da Scapula nel 51. 
I Siluri, però, non si arresero, dandosi alla guerriglia, che divenne sempre più accesa. Addirittura fecero molti prigionieri romani, che distribuirono tra le tribù loro vicine. Dopo la morte di Scapula, i Siluri ottennero una vittoria contro la seconda legione "Adiutrix". Alla fine vennero sottomessi da Sesto Giulio Frontino con una serie di campagne che terminarono nel 78.
Per piegare la resistenza locale e dare forza alla loro amministrazione, i Romani costruirono il fortilizio di Isca Silurum, (Caerleon), proprio nel mezzo del territorio dei Siluri. La città di Venta Silurum (Caerwent, 6 miglia a ovest di Chepstow), fu romanizzata. Molti i resti del periodo romano venuti alla luce dagli scavi archeologici: un foro, un tempio, bagni, un anfiteatro, negozi e molte case con mosaici. 
Il periodo geologico detto siluriano prende da essi il nome perché fu descritto per la prima volta da Roderick Murchison a partire dalle rocce delle terre dei Siluri.